# Johan Elmander
Johan Elmander, född 27 maj 1981 i Alingsås, är en svensk före detta fotbollsspelare. Han gjorde 85 landskamper för Sverige och spelade bland annat i holländska, franska och engelska ligan. Han blev svensk mästare med Djurgårdens IF, dansk mästare med Bröndby, samt mästare i turkiska Galatasaray.
Den 11 maj 2023 gjorde Johan Elmander comeback med tröjnummer 21 i moderklubben Holmalunds IF. Han startade matchen som innermittfältare i en seriematch mot Sandareds IF på Brogårdsvallen i Alingsås. 

## Klubbkarriär

### Tidig karriär
Elmander började spela fotboll i Holmalunds IF i Alingsås.
Han värvades som 17-åring för cirka 400 000 kronor från Holmalund till Örgryte IS där han slog igenom i Allsvenskan våren 2000. Därefter debuterade han för Sveriges U21-landslag och värvades av nederländska Feyenoord för 25 miljoner kronor. I Feyenoord var Elmander med och vann UEFA-cupen 2002. Elmander kom in som avbytare i 76:e minuten i finalen mot Borussia Dortmund. I augusti 2002 lånades han ut till Djurgårdens IF. Elmander bidrog starkt till ett guld i svenska cupen 2002,  SM-guld både 2002 och 2003 trots att han bara spelade halva säsongerna innan han gick ut i Europa igen. Han gjorde tolv mål och sex assist på 19 allsvenska framträdanden. I augusti 2003 lånade Feyenoord ut Elmander igen, denna gång till NAC Breda, samtidigt förlängde Feyenoord Elmanders kontrakt till sommren 2005. Han fick gott om speltid i NAC Breda och utvecklade sitt spel, men det skulle visa sig att Elmander lämnade Nederländerna 2004.

### Brøndby IF
Den 21 april 2004 blev det officiellt att Elmander värvades från Feyenoord av danska Brøndby IF och han anlände efter att lånekontraktet gått ut från NAC Breda den 1 juli.  Elmander var med om att vinna både danska ligan och cupen säsongen 2004/05 med Michael Laudrup som tränare. När Bröndby vann ligan 2005 gjorde Elmander nio mål, året därpå blev det 13 mål för anfallaren. 

### Toulouse FC
Han skrev i juli 2006 på ett fyraårskontrakt för franska ligalaget Toulouse FC. Elmander gjorde stor succé under sina två år i södra Frankrike och blev uttagen till årets lag i franska ligan 2006/2007. I Toulouse var han med och förde klubben till Champions League-kval, och spelade i Uefacupen. Efter två säsonger såldes Elmander från Toulouse till engelska Bolton för över 100 miljoner kronor. Innan dess hann han med att göra 22 mål på 64 matcher. När Toulouse firade 80 år 2017 lade man ut klubbens bästa elva genom tiderna, framröstat av fans och journalister, och Elmander tog plats i anfallet.

### Bolton Wanderers
I juni 2008 blev Elmander köpt av det engelska Premier League-laget Bolton Wanderers FC för ca 11 miljoner pund och blev då den engelska klubbens dyraste värvning genom tiderna. Elmander debuterade för Bolton i säsongens första ligamatch hemma mot Stoke den 16 augusti 2008 och gjorde mål i 3–1-segern. Men de två första åren gick det tungt för svensken. Klubbens mananger Gary Megson byttes ut mot Owen Coyle som ville satsa på svensken, och Elmander blev klubbens bästa målskytt i hans tredje och sista säsong med Bolton. Han blev utnämnd till Premier Leagues bästa spelare i november 2010, där han bl.a. gjorde mål i matchen mot Wolverhampton 13 november 2010 som röstades fram av The Guardian som det snyggaste målet i Premier Leagues historia. Elmander släpptes i maj 2011 som bosman.

### Galatasaray
Under maj 2011 värvades Elmander av turkiska Galatasaray SK.  Debutsäsongen var lyckad då han av 36 ligamatcher startade i hela 35 och gjorde 12 mål, och klubben blev ligamästare. I hans andra säsong, som präglades av en långdragen fotskada, och efter värvningen av Didier Drogba på våren, fick Elmander svårare att få en plats i startelvan. Galatasaray blev återigen ligamästare, men Elmander fick i augusti 2013 bli utlånad, och återvända till Premier League och Norwich City.

### Norwich City
21 augusti 2013 blev det officiellt att Elmander lämnade Galatasaray för det engelska Premier League-laget Norwich City på lån för hela säsongen. Tiden i Norwich blev inte vad Johan Elmander hade hoppats på. Den svenske landslagsanfallaren hade visserligen haft en hel del speltid, men med bara ett ligamål och två cupmål var han aldrig förstavalet.

### Återkomst till Brøndby
I juni 2014 återvände Elmander till Brøndby IF efter åtta år. Han återförenades därmed med de danska stjärnorna Daniel Agger och Thomas Kahlenberg. Elmanders andra tid i Brøndby blev inte lika framgångsrik som den första och under säsongen 2015/16 användes han främst som inhoppare (blev inbytt i 24 matcher och startade endast i 4). Den 27 maj 2016 meddelade Brøndby att Elmanders kontrakt, som löpte ut efter säsongen, inte skulle förlängas och man tackade honom för de stora avtryck han satt under sina två perioder i klubben.

## Landslagskarriär
Den 13 februari 2002 debuterade Elmander i A-landslaget i en vänskapsmatch mot Grekland i Thessaloniki. År 2004 var Elmander med i det svenska U21-landslag som kom fyra i U21-EM i Tyskland. Han var reserv på hemmaplan till både EM 2000, VM 2002 och EM 2004.
Han togs ut i den svenska VM-truppen 2006, och gjorde totalt två inhopp i mästerskapet, först i matchen mot Paraguay. Elmander kom in i stället för Kim Källström i den 86:e minuten. Inhopparen Elmander slog inlägget, inhopparen Marcus Allbäck nickade vidare, Fredrik Ljungberg nickade i mål, och Sverige hade genom 1-0-segern mot Paraguay skaffat sig ett bra läge att ta sig vidare till åttondelsfinal. Elmander kom även in i matchen mot England. Han var under ett antal år en av huvudkandidaterna för anfallsplatserna i landslaget. Åter uttagen till EM 2008 tilldelades han en mittfältsposition på grund av tuff konkurrens på anfallspositionerna. Elmander kom in som avbytare i inledande matchen mot Grekland, och var i startelvan de övriga gruppspelsmatcherna. Han var även med i EM 2012. Elmander gjorde ett inhopp i inledande gruppspelsmatchen mot Ukraina, och startade matchen mot England. Den 31 mars 2015 spelade Elmander sin sista landskamp mot Iran på Friends Arena. Den 6 november 2015 meddelade Johan Elmander att han slutar i det svenska landslaget efter 85 landskamper och 20 mål sedan debuten år 2002.

## Privatliv
Johan Elmander har varit gift med Amanda Calvin, och tillsammans har de ägt och drivit Skönhetsfabriken på Clarion Hotel Post i Göteborg. Skönhetsfabriken grundades ursprungligen på Nääs Fabriker. Då verksamheten inte gick så bra där stängdes den ner och återöppnade på Clarion Hotel Post. Tillsammans har Elmander och Calvin också två barn. Johan Elmander har två fotbollsspelande bröder. Patrik Elmander har haft störst framgångar av dessa två med spel i allsvenskan, medan Peter Elmander har spelat i superettan.
Efter karriären har Elmander tagit uppdrag som fotomodell och engagerat sig i  miljöfrågor. Sedan 2021 arbetar han som expertkommentator för Radiosporten.
Elmander har fått konstgräsplanen Elmander Arena vid Brogårdsvallen i Alingsås uppkallad efter sig.

## Statistik[34]
| Klubb                 | Säsong         | Liga                            | Liga    | Liga | Liga   | Nationell cup | Nationell cup | Nationell cup | Internationell cup | Internationell cup | Internationell cup | Totalt  | Totalt | Totalt |
| Klubb                 | Säsong         | Division                        | Matcher | Mål  | Assist | Matcher       | Mål           | Assist        | Matcher            | Mål                | Assist             | Matcher | Mål    | Assist |
| --------------------- | -------------- | ------------------------------- | ------- | ---- | ------ | ------------- | ------------- | ------------- | ------------------ | ------------------ | ------------------ | ------- | ------ | ------ |
| Holmlunds IF          | 1997           | Division 2 Västra Götaland      | 4       | 0    | 0      | —             | —             | —             | —                  | —                  | —                  | 4       | 0      | 0      |
| Holmlunds IF          | 1998           | Division 2 Västra Götaland      | 19      | 5    | 0      | —             | —             | —             | —                  | —                  | —                  | 19      | 5      | 0      |
| Holmlunds IF          | Totalt         | Totalt                          | 23      | 5    | 0      | —             | —             | —             | —                  | —                  | —                  | 23      | 5      | 0      |
| Örgryte IS            | 1999           | Allsvenskan                     | 18      | 2    | 0      | 0             | 0             | 0             | —                  | —                  | —                  | 18      | 2      | 0      |
| Örgryte IS            | 2000           | Allsvenskan                     | 21      | 2    | 0      | 0             | 0             | 0             | 4                  | 0                  | 0                  | 25      | 2      | 0      |
| Örgryte IS            | Totalt         | Totalt                          | 39      | 4    | 0      | 0             | 0             | 0             | 4                  | 0                  | 0                  | 43      | 4      | 0      |
| Feyenoord             | 2000/01        | Eredivisie                      | 16      | 2    | 0      | 0             | 0             | 0             | 0                  | 0                  | 0                  | 16      | 2      | 0      |
| Feyenoord             | 2001/02        | Eredivisie                      | 22      | 1    | 0      | 1             | 0             | 0             | 9                  | 2                  | 1                  | 32      | 3      | 1      |
| Feyenoord             | 2002/03        | Eredivisie                      | 1       | 0    | 0      | 0             | 0             | 0             | 0                  | 0                  | 0                  | 1       | 0      | 0      |
| Feyenoord             | Totalt         | Totalt                          | 39      | 3    | 0      | 1             | 0             | 0             | 9                  | 2                  | 1                  | 49      | 5      | 1      |
| Djurgårdens IF (lån)  | 2002           | Allsvenskan                     | 8       | 5    | 2      | 2             | 0             | 1             | 4                  | 2                  | 0                  | 14      | 7      | 3      |
| Djurgårdens IF (lån)  | 2003           | Allsvenskan                     | 11      | 7    | 4      | 2             | 0             | 0             | —                  | —                  | —                  | 13      | 7      | 4      |
| Djurgårdens IF (lån)  | Totalt         | Totalt                          | 19      | 12   | 6      | 4             | 0             | 1             | 4                  | 2                  | 0                  | 27      | 14     | 7      |
| NAC Breda (lån)       | 2003/04        | Eredivisie                      | 31      | 7    | 7      | 2             | 0             | 0             | 2                  | 0                  | 0                  | 35      | 7      | 7      |
| NAC Breda (lån)       | Totalt         | Totalt                          | 31      | 7    | 7      | 2             | 0             | 0             | 2                  | 0                  | 0                  | 35      | 7      | 7      |
| Bröndby IF            | 2004/05        | Superligaen                     | 27      | 9    | 8      | 4             | 0             | 0             | 1                  | 0                  | 0                  | 32      | 9      | 8      |
| Bröndby IF            | 2005/06        | Superligaen                     | 31      | 13   | 4      | 3             | 2             | 0             | 8                  | 3                  | 1                  | 42      | 18     | 5      |
| Bröndby IF            | Totalt         | Totalt                          | 58      | 22   | 12     | 7             | 2             | 0             | 9                  | 3                  | 1                  | 74      | 27     | 13     |
| Toulouse FC           | 2006/07        | Ligue 1                         | 32      | 11   | 5      | 3             | 0             | 0             | —                  | —                  | —                  | 35      | 11     | 5      |
| Toulouse FC           | 2007/08        | Ligue 1                         | 32      | 11   | 3      | 0             | 0             | 0             | 6                  | 1                  | 0                  | 38      | 12     | 3      |
| Toulouse FC           | Totalt         | Totalt                          | 64      | 22   | 8      | 3             | 0             | 0             | 6                  | 1                  | 0                  | 73      | 23     | 8      |
| Bolton Wanderers FC   | 2008/09        | Premier League                  | 30      | 5    | 2      | 1             | 0             | 0             | —                  | —                  | —                  | 31      | 5      | 2      |
| Bolton Wanderers FC   | 2009/10        | Premier League                  | 25      | 3    | 1      | 7             | 2             | 1             | —                  | —                  | —                  | 32      | 5      | 2      |
| Bolton Wanderers FC   | 2010/11        | Premier League                  | 37      | 10   | 6      | 8             | 2             | 0             | —                  | —                  | —                  | 45      | 12     | 6      |
| Bolton Wanderers FC   | Totalt         | Totalt                          | 92      | 18   | 9      | 16            | 4             | 1             | —                  | —                  | —                  | 108     | 22     | 10     |
| Galatasaray SK        | 2011/12        | Süper Lig                       | 36      | 12   | 9      | 0             | 0             | 0             | —                  | —                  | —                  | 36      | 12     | 9      |
| Galatasaray SK        | 2012/13        | Süper Lig                       | 16      | 4    | 1      | 3             | 1             | 0             | 6                  | 0                  | 0                  | 25      | 5      | 1      |
| Galatasaray SK        | Totalt         | Totalt                          | 52      | 16   | 10     | 3             | 1             | 0             | 6                  | 0                  | 0                  | 61      | 17     | 10     |
| Norwich City FC (lån) | 2013/14        | Premier League                  | 29      | 1    | 4      | 5             | 2             | 1             | —                  | —                  | —                  | 34      | 3      | 5      |
| Norwich City FC (lån) | Totalt         | Totalt                          | 29      | 1    | 4      | 5             | 2             | 1             | —                  | —                  | —                  | 34      | 3      | 5      |
| Bröndby IF            | 2014/15        | Superligaen                     | 20      | 1    | 0      | 2             | 1             | 1             | 0                  | 0                  | 0                  | 22      | 2      | 1      |
| Bröndby IF            | 2015/16        | Superligaen                     | 28      | 5    | 2      | 4             | 1             | 0             | 8                  | 3                  | 3                  | 40      | 9      | 5      |
| Bröndby IF            | Totalt         | Totalt                          | 48      | 6    | 2      | 6             | 2             | 1             | 8                  | 3                  | 3                  | 52      | 11     | 6      |
| Örgryte IS            | 2017           | Superettan                      | 24      | 4    | 1      | 2             | 1             | 1             | —                  | —                  | —                  | 26      | 5      | 2      |
| Örgryte IS            | Totalt         | Totalt                          | 24      | 4    | 1      | 2             | 1             | 1             | —                  | —                  | —                  | 26      | 5      | 2      |
| Holmlunds IF          | 2023           | Division 4 Västergötland Västra | 3       | 1    | 0      | —             | —             | —             | —                  | —                  | —                  | 3       | 1      | 0      |
| Holmlunds IF          | Totalt         | Totalt                          | 3       | 1    | 0      | —             | —             | —             | —                  | —                  | —                  | 3       | 1      | 0      |
| Hela karriären        | Hela karriären | Hela karriären                  | 521     | 121  | 59     | 49            | 12            | 5             | 48                 | 11                 | 5                  | 618     | 144    | 68     |

## Meriter

### Klubblagsmeriter
- SM- och Cup-guld med Djurgårdens IF 2002
- Dansk liga- och cupmästare 2005 med Brøndby IF
- Turkisk mästare 2012 och 2013 med Galatasaray [35]
- UEFA-cupen:
  - UEFA-cupmästare 2002 med Feyenoord (finalens matchfakta)
  - UEFA-cupens andra omgång hösten 2002 med Djurgårdens IF
  - UEFA-cupens gruppspel hösten 2005 med Brøndby IF
  - UEFA-cupens gruppspel hösten 2007 med Toulouse FC

### U21-landslaget
År för år i U21-landslaget
- 2000: 4 matcher – 2 mål
- 2001: 9 matcher – 1 mål
- 2002: 5 matcher – 2 mål
- 2003: 8 matcher – 3 mål
- 2004: 4 matcher – 4 mål

U21-EM 2004
- 28 maj 2004, gruppspel – Sverige-Portugal 3-1 (Elmander från start och 2 målsskytt) [36]
- 30 maj 2004, gruppspel – Tyskland-Sverige 1-2 (Elmander från start och 1-målsskytt) [37]
- 2 juni 2004, gruppspel – Schweiz-Sverige 1-2 (Elmander vilades)
- 5 juni 2005, semifinal – Sverige-Serbien/Montenegro 1-1 (6-7 efter straffar) (Elmander från start och inget mål) [38]
- 8 juni 2005, bronsmatch - Sverige-Portugal 2-3 (efter förlängning) (Elmander från start och 1-målsskytt) [39]

### Landslagsmeriter
- Landslagsspelare med 28 U21- och över 50 A-landskamper
- Reserv på hemmaplan för VM 2002 i Korea & Japan
- Med i U21-EM 2004 där laget nådde bronsmatch
- Med i VM 2006 där laget nådde åttondelsfinal
- Med i EM 2008 där Sverige slogs ut i gruppspel

### Landslagsmål
Följande tabell redovisar samtliga Johan Elmander-mål i Sveriges A-landslag.
| Nr  | Datum            | Spelplats                                | Motstånd   | Mål | Slutresultat | Typ av match                           |
| --- | ---------------- | ---------------------------------------- | ---------- | --- | ------------ | -------------------------------------- |
| 1.  | 16 februari 2003 | Suphachalasai Stadium, Bangkok, Thailand | Qatar      | 1–0 | 3–2          | 2003 King's Cup                        |
| 2.  | 16 februari 2003 | Suphachalasai Stadium, Bangkok, Thailand | Qatar      | 2–0 | 3–2          | 2003 King's Cup                        |
| 3.  | 20 februari 2003 | Suphachalasai Stadium, Bangkok, Thailand | Thailand   | 2–0 | 4–1          | 2003 King's Cup                        |
| 4.  | 17 november 2004 | Easter Road, Edinburgh, Skottland        | Skottland  | 3–0 | 4–1          | Träningsmatch                          |
| 5.  | 4 juni 2005      | Ullevi, Göteborg, Sverige                | Malta      | 6–0 | 6–0          | Kval till Fotbolls-VM 2006 i Tyskland  |
| 6.  | 8 juni 2005      | Råsunda Stadium, Solna, Sverige          | Norge      | 2–3 | 2–3          | Träningsmatch                          |
| 7.  | 12 november 2005 | Seoul World Cup Stadium, Seoul, Sydkorea | Sydkorea   | 1–1 | 2–2          | Träningsmatch                          |
| 8.  | 7 oktober 2006   | Råsunda Stadium, Solna, Sverige          | Spanien    | 1–0 | 2–0          | Kval till Fotbolls-EM 2008             |
| 9.  | 28 mars 2007     | Windsor Park, Belfast, Nordirland        | Nordirland | 1–0 | 1–2          | Kval till Fotbolls-EM 2008             |
| 10. | 2 juni 2007      | Parken Stadium, Köpenhamn, Danmark       | Danmark    | 1–0 | 3–0 *        | Kval till Fotbolls-EM 2008             |
| 11. | 2 juni 2007      | Parken Stadium, Köpenhamn, Danmark       | Danmark    | 3–0 | 3–0 *        | Kval till Fotbolls-EM 2008             |
| 12. | 12 augusti 2009  | Råsunda Stadium, Solna, Sverige          | Finland    | 1–0 | 1–0          | Träningsmatch                          |
| 13. | 3 mars 2010      | Liberty Stadium, Swansea, Wales          | Wales      | 1–0 | 1–0          | Träningsmatch                          |
| 14. | 9 februari 2011  | GSP Stadium, Nicosia, Cypern             | Ukraina    | 1–0 | 1–1          | Träningsmatch                          |
| 15. | 3 juni 2011      | Zimbru Stadium, Chișinău                 | Moldavien  | 2–0 | 4–1          | Kval till Fotbolls-EM 2012             |
| 16. | 3 juni 2011      | Zimbru Stadium, Chișinău                 | Moldavien  | 3–0 | 4–1          | Kval till Fotbolls-EM 2012             |
| 17. | 6 september 2012 | Olympia, Helsingborg, Sverige            | Kina       | 1–0 | 1–0          | Träningsmatch                          |
| 18. | 16 oktober 2012  | Olympiastadion, Berlin, Tyskland         | Tyskland   | 3–4 | 4-4          | Kval till Fotbolls-VM 2014 i Brasilien |
| 19. | 7 juni 2013      | Ernst-Happel-Stadion, Wien, Österrike    | Österrike  | 1–2 | 1-2          | Kval till Fotbolls-VM 2014 i Brasilien |
| 20. | 6 september 2013 | Aviva Stadium, Dublin, Irland            | Irland     | 1–1 | 2-1          | Kval till Fotbolls-VM 2014 i Brasilien |

* Matchen avbruten efter publikskandal.